# 沈瓘
沈瓘，《隋书》作沈观，南北朝南朝陈官员，出自吴兴沈氏。
沈瓘在陈朝担任御史中丞。陈后主即位后，沈瓘与义阳王陈叔达、通直散骑常侍陈暄、尚书孔范、度支尚书袁权、散骑常侍王儀、侍中王瑳、金紫光禄大夫陈褒等人经常在宫中陪侍皇帝游宴，当时人都称他们为狎客。沈瓘阴险惨毒，苛暴残酷，说话奸邪谄媚。陈朝灭亡时，隋朝晋王杨广将沈客卿、施文庆、暨慧景、阳惠朗、徐哲五人作为佞臣，把他们处决。而王瑳、王仪、孔范、沈瓘四人，当时罪恶没有显露，所以免于处罚。他们随陈后主至长安后，事情败露，隋文帝因他们奸佞谄惑，说他们是四罪人。在开皇九年四月廿六己未日（589年5月16日），以陈都官尚书孔范，散骑常侍王瑳、王仪，御史中丞沈观等，公布他们的罪恶，说他们邪佞其主，以致灭亡，流放到边远地区。